# Башарин, Пётр Михайлович
Пётр Михайлович Башарин —  тюменский купец 1-й гильдии, заводчик и меценат второй половины XVIII — первой половины XIX веков. Один из самых богатых купцов Тюмени. Башарин занимал важные должности в городском самоуправлении, пользовался большим влиянием в Тюмени.

## Биография
Происходил из посадских ремесленников-старообрядцев города Тюмени. Его отец, Михаил Башарин - родом из сторожил г. Тюмени, начинал мелким торговцем-коробейником и комиссионером у разных купцов. В 20-е годы XVIII века торговал вразнос и вразвоз по слободам. Закупал товар в городе Ирбите, брал на комиссионную торговлю товары купцов из европейской России. Из записи в Тюменской воеводской канцелярии, известно, что дед Петра, Федор Павлович Башарин, в 1689 году был выбран в ларешные целовальники. 
В 1753 году Петр Башарин открыл кожевенное производство. Со временем, производство по объёмам выделки превысило 6 тысяч кож в год и стало одним из самых крупных промышленных предприятий в Тобольской губернии. Башарин, кроме того, имел в тюменском торговом ряду три лавки. Имел промысел в отпуске юфти в разные места. Торговал на Сибирской и Оренбургской линиях.
Капитал вкладывал одновременно в разные отрасли. Торговал в Троицкой крепости на сумму в 500 руб. (1767), владел кожевенным и салотопенным заводами, на которых использовал труд наемных рабочих. На Петра Башарина работали 15 мастеров и подмастерьев, 40 наемных рабочих. 

### Формальная карьера
В 1754 году был счетчиком питейной суммы. 
С 1757 года занимал должность словесного судьи города Ирбита. 
С 1759 года выборный в винном подвале.
В 1760-х гг. купец 1-й гильдии.
В 1761 был смотрителем неуказных торгов. 
В 1766 — был смотрителем неуказных товаров (наблюдал, чтобы не продавали запрещенные товары).
В 1770 получил разрешение на ткачество шелковых лент, однако особого распространения шелковое производство в Тюмени не получило. 
В 1773 году был словесным судьей в Тюмени, 
В 1778 году вторично был смотрителем неуказных торгов.
В 1780 — нач. 1790-х купец 2-й гильдии с капиталом в 1-2 тыс. руб.
В 1795 купец 1-й гильдии с капиталом в 10,1 тыс. руб. 
С конца 1790-х по 1812 во 2-й гильдии.
С 1812 его капитал превысил 20 тыс. руб.

## Семья
Жена, Авдотья Иванова Прасолова (1736 — после 1797), также происходила из семьи тюменских купцов-старообрядцев.
Сыновья:
- Василий Петрович Башарин (1760 — после 1793)
- Ефим Петрович Башарин (1763—?)
- Семен Петрович Башарин (1767—1826)
- Алексей Петрович Башарин (1770—?)
- Василий Петрович Башарин (1778—1855)

Активную помощь в коммерческих операциях Петру Башарину оказывали сыновья. Среди тюменских гильдейцев семья Башариных выделялась многолюдностью (в 1797 насчитывала 21 чел.). Отец и сыновья жили вместе, «не в разделе». Сыновьям Башарин подбирал в основном невест из купеческих семей, как это было принято в то время.
Сыновья Семен, Алексей и Василий с 1816 по 1840-е гг. состояли в купечестве в 3-й гильдии, занимались кожевенным производством, служили бургомистрами в Тюменском магистрате (Семен в 1794-96 годах, Алексей в 1804-06 годах). Василий оказывал благотворительную помощь учебным заведениям и больницам. Семен Петрович дважды избирался городским головой города Тюмень: с 1809 по 1812 и с сентября 1825 по январь 1826 года.

## Архивы
- Президентская библиотека имени Б.Н.Ельцина. Книга городовых обывателей на 1795-796 и 1797 года    (Фонд Городская полиция г. Тюмени. Опись № 1) стр.12
- Президентская библиотека имени Б.Н.Ельцина. Ревизские сказки 1763 год. Гос. архив Тюменской области. Д. 2055. стр. 18-20